# Styrax suberifolius
Styrax suberifolius là một loài thực vật có hoa trong họ Bồ đề. Loài này được Hook. & Arn. miêu tả khoa học đầu tiên năm 1841.